# 石硤尾公共圖書館
石硤尾公共圖書館（英語：Shek Kip Mei Public Library）是香港的一間小型公共圖書館，由康樂及文化事務署轄下的香港公共圖書館系統管理。該館位於九龍深水埗區石硤尾石硤尾邨服務設施大樓7樓，佔地約為860平方米，並擁有超過7萬項館藏以及近100份本地和海外各類報章與雜誌。石硤尾公共圖書館在2014年3月28日啟用以取代原本位於白田邨的白田公共圖書館，並在2014年9月18日正式開幕。此外，該圖書館也是該區2間小型圖書館之一（另一間為元州街公共圖書館），並主要為石硤尾邨、白田邨和周邊地區居民提供圖書館服務。

## 歷史
白田公共圖書館於1984年1月30日開始使用，地址位於香港九龍深水埗區石硤尾白田邨商業中心大廈1至6號鋪。由於該館之淨作業樓面面積只有約130平方米，遠低於小型圖書館規定的500平方米空間標準，因而造成只能向周邊居民提供有限度的公共圖書館設施與服務，並受到深水埗區議會持續關注。有見及此，康樂及文化事務署（康文署）在2007年提出「白田公共圖書館重置計劃」，擬定於石硤尾邨第2期重建計劃當中將會興建並劃作福利或零售業用途的附翼大樓（其後正式命名為石硤尾邨服務設施大樓）8樓增設新圖書館，樓面面積藉此增加至約540平方米，並預計會在2012年至2013年上半年落成啟用，從而為當地市民提供更多元化和更全面的圖書館服務。可是由於白田圖書館將會在新圖書館建成投入使用後立即停止服務，因此引起不少深水埗區議員失望與不滿，並提出要求保留白田圖書館。但該項建議被康樂及文化事務署拒絕，並表示若區議員不贊成重置計劃，署方就不會於重建後的石硤尾邨預留位置建設新圖書館。
其後康樂及文化事務署繼續完善重置計劃，把新館所在樓層從8樓更改為7樓，面積因而進一步增至約860平方米，但預計完工時間則順延至2013年年底到2014年年初。新圖書館的結構部份以及所在的石硤尾邨服務設施大樓由房屋署負責興建，然後交由建築署進行內部裝修工程，並於2013年第4季完工；接著再交給康文署進行內部設施的裝置和配備、多項電子系統的測試以及大量圖書館資料的處理等各項準備作業。另外康樂及文化事務署根據旗下的《場地命名指引》，把新圖書館命名為「石硤尾公共圖書館」（英語：Shek Kip Mei Public Library），而白田公共圖書館之日常營運開支也將會用以調撥作為新館的部份營運費用。
最終石硤尾公共圖書館在2014年3月28日開放給市民啟用，以取代於當日停止服務的白田公共圖書館；並在2014年9月18日舉行正式的開幕儀式，由深水埗區議會主席郭振華、建築署署長梁冠基和康樂及文化事務署署長李美嫦主持。新圖書館除了增設推廣活動室、自助借書歸還服務與互聯網數碼站外，其館藏數量也從4萬多項增加至7萬多項；而其2014年3月下旬至8月下旬期間的新增登記讀者數目、借出資料數量和到訪人數方面與去年同期白田公共圖書館時期相比，更分別錄得每月平均超過2倍、1倍以及約70%之增長。

## 設施和服務
石硤尾公共圖書館館內設有兒童借閱圖書館、成人借閱圖書館、參考圖書館、報刊閱覽室和推廣活動室等設施，以及自助借書機、自助還書箱和圖書館目錄終端機等服務，並會定期舉行讀者教育活動、兒童故事時間與書籍展覽等各類推廣活動。另一方面，該館為香港政府WiFi通熱點之一，市民可在館內使用免費Wi-Fi無線上網服務，而館內也提供「互聯網資訊站」終端機讓市民上網。

## 開放時間
石硤尾公共圖書館的開放時間為香港時間星期一、二、三、五上午10時至下午7時；星期六和星期日為上午10時至下午5時；多數公眾假期則由上午10時開放至下午1時；逢星期四以及少數公眾假期休館。由於該館與鄰近的元洲街公共圖書館同樣均於星期四停止服務，周邊居民當日便需要前往較遠的保安道公共圖書館或荔枝角公共圖書館使用圖書館設施，因此4位民主建港協進聯盟深水埗區議員曾在2015年8月向深水埗區議會地區設施委員會提交文件，要求香港政府更改上述兩間圖書館之休館時間，使居民得到更為方便的圖書館服務。

## 外部連結
- 香港公共圖書館 （页面存档备份，存于）
- 石硤尾公共圖書館 （页面存档备份，存于）